# Tucurrique
Tucurrique är en ort i Costa Rica.   Den ligger i provinsen Cartago, i den centrala delen av landet, 40 km öster om huvudstaden San José. Tucurrique ligger 779 meter över havet och antalet invånare är 2 697.
Terrängen runt Tucurrique är lite bergig. Runt Tucurrique är det ganska glesbefolkat, med 48 invånare per kvadratkilometer. Närmaste större samhälle är Turrialba, 7,1 km nordost om Tucurrique. I omgivningarna runt Tucurrique växer i huvudsak städsegrön lövskog.